# وین رونی
وین مارک رونی (انگلیسی: Wayne Mark Rooney؛ زادهٔ ۲۴ اکتبر ۱۹۸۵) بازیکن پیشین و مربی کنونی فوتبال اهل انگلستان است. او بیشتر دوران بازیگری خود را به عنوان مهاجم بازی می کرد، رونی رکورددار گلزنی در منچستر یونایتد است.
وی در ۹ سالگی به باشگاه اورتون پیوست و در سال ۲۰۰۲ نخستین بازی حرفه‌ای خود را برای این تیم انجام داد. او دو فصل را در اورتون سپری کرد تا این که در سال ۲۰۰۴ با مبلغ ۲۵٫۶ میلیون پوند به باشگاه منچستر یونایتد پیوست. در همان سال، لقب «وازا» را به او دادند. از آن زمان تاکنون رونی به همراه یونایتد، ۵ بار در لیگ برتر، ۱ بار در لیگ قهرمانان اروپا، ۱ بار در جام باشگاه‌های جهان و ۲ بار در جام اتحادیه انگلیس جام را بالای سر برده‌است. او همچنین با یونایتد دو بار در لیگ برتر و دو بار در لیگ قهرمانان اروپا به مقام نایب قهرمانی رسیده‌است. در سپتامبر ۲۰۱۲، رونی دویستمین گل خودش را برای یونایتد زد و تبدیل به چهارمین گلزن برتر تاریخ این باشگاه شد. او در سال ۲۰۱۶ با به ثمر رساندن دویست و پنجاهمین گل خود برای منچستر یونایتد، تبدیل به بهترین گلزن تاریخ این باشگاه شد.
رونی در سال ۲۰۰۳ نخستین بازی ملی‌اش را برای انگلستان انجام داد و جوان‌ترین بازیکن تاریخ تیم ملی انگلستان شد (این رکورد بعداً توسط تئو والکات شکسته شد). او جوان‌ترین گلزن تاریخ تیم ملی انگلستان نیز هست. او در مسابقات یورو ۲۰۰۴ چهار گل به ثمر رساند و به جوان‌ترین گلزن جام ملت‌های اروپا تبدیل شد. رونی در جام‌های جهانی ۲۰۰۶ و ۲۰۱۰ هم برای تیم ملی کشورش به میدان رفت و به‌طور گسترده‌ای از او، به عنوان بهترین بازیکن تیم ملی انگلستان یاد می‌شود. او دو بار در سال ۲۰۰۸ و ۲۰۰۹ به عنوان بهترین بازیکن فوتبال سال انگلستان انتخاب شد. با دو کارت قرمز، او در کنار دیوید بکهام بیشترین اخراج را در تیم ملی انگلستان داشته‌است.
در فصل ۱۰–۲۰۰۹ او به عنوان بازیکن سال پی‌اف‌ای و بازیکن سال اف‌دبلیوای دست یافت. او تاکنون پنج بار بهترین بازیکن ماه لیگ برتر شده، رکوردی که تنها استیون جرارد به آن دست یافته‌است. او در رأی‌گیری نهایی توپ طلای سال‌های ۲۰۰۸ و ۲۰۱۱ به ترتیب چهارم و پنجم شد و در در تیم منتخب ۱۱ نفره سال قرار گرفت. گل قیچی‌برگردان او به منچستر سیتی در سال ۲۰۱۱، به عنوان بهترین گل فصل و بهترین گل ۲۰ فصل اخیر لیگ برتر انگلستان انتخاب شد. بنا بر گزارش‌ها، تا مارس ۲۰۱۱، وین رونی با درآمد سالیانهٔ ۲۰٫۷ میلیون یورویی (۱۸ میلیون پوند) سومین بازیکن فوتبال پردرآمد دنیا بعد از لیونل مسی و کریستیانو رونالدو بود.

## تولد و نوجوانی
وین رونی، فرزند توماس وین رونی و جنت ماری رونی، در کراستت، لیورپول به دنیا آمد. او ایرلندی‌تبار است و دو برادر کوچکتر به نام‌های گراهام و جان دارد. در کودکی طرفدار تیم اورتون بود و قهرمان دوران کودکی‌اش دانکن فرگوسن بود.

## دوران باشگاهی

### اورتون

#### تیم‌های پایه
رونی فوتبالش را در مدرسه فوتبال لیورپول آغاز کرد که در آنجا موفق شد در یک فصل ۷۲ گل بزند. رکوردی که تا مهٔ ۲۰۱۰ پابرجا بود. در ۹ سالگی رونی برای باشگاه Copplehouse boys بازی می‌کرد و در آخرین فصل حضورش در آن تیم، ۹۹ گل زد. بعد از آن او توسط باب پندلتون مربی تیم اورتون کشف شد. رونی در ۹ سالگی به اورتون پیوست. در فصل ۹۶–۱۹۹۵، او در ۲۹ بازی ۱۱۴ گل برای تیم زیر ۱۰ و ۱۱ ساله‌های اورتون زد. و در ۱۵ سالگی برای تیم زیر ۱۹ ساله‌های باشگاه بازی می‌کرد. در راه رسیدن تیم اورتون به فینال جام حذفی جوانان انگلستان، وی در ۸ بازی ۸ گل به ثمر رساند. در سال ۲۰۰۲ رونی در اردوی آماده‌سازی تیم بزرگسالان شرکت کرد و در یک بازی دوستانه موفق شد نخستین گلش را بزند.

#### راهیابی به تیم اول
«از زمانی که من به انگلستان آمده‌ام، رونی بزرگترین استعدادی بوده که من دیده‌ام. قطعاً از زمانی که اینجا مربی شده‌ام، بازیکن زیر ۲۰ ساله‌ای به این خوبی وجود نداشته.»

– صحبت‌های آرسن ونگر در مورد رونی بعد از گل دقایق پایانی‌اش مقابل آرسنال در اکتبر ۲۰۰۲.
رونی در آوریل ۲۰۰۲، در بازی مقابل ساوتهمپتون روی نیمکت نشست، اما بازی نکرد. در ۱۷ اوت ۲۰۰۲، او برای اولین بار برای تیم اصلی اورتون به میدان رفت و به دومین بازیکن جوان تاریخ اورتون تبدیل شد. او نخستین گلش را برای اورتون در بازی جام اتحادیه مقابل رکسهام زد. او با زدن دو گل در آن بازی، تبدیل به جوان‌ترین گلزن تاریخ تیم اورتون نیز گشت. در ۱۷ اکتبر ۲۰۰۲، درست پنج روز قبل از تولد ۱۷ سالگی‌اش، رونی در دقایق تلف‌شده بازی، دروازه آرسنال را گشود و ضمن خاتمه دادن به رکورد ۳۰ بازی بدون شکست این تیم، به جوان‌ترین گلزن تاریخ لیگ برتر نیز مبدل گشت، که این رکورد بعدها توسط بازیکنان دیگر شکسته شد. او پانزده روز بعد، دوباره مقابل لیدز یونایتد موفق به گلزنی شد.
در دسامبر ۲۰۰۲، رونی به عنوان شخصیت جوان ورزشی سال بی‌بی‌سی انتخاب شد.

### منچستر یونایتد
بازیکن سابق اورتون رؤیای پیوستن به الدترافورد را زمانی پایان داد که فقط ساعتی به پایان زمان نقل و انتقالات در روز سه شنبه ۳۱ اوت ۲۰۰۴ فرصت باقی بود.

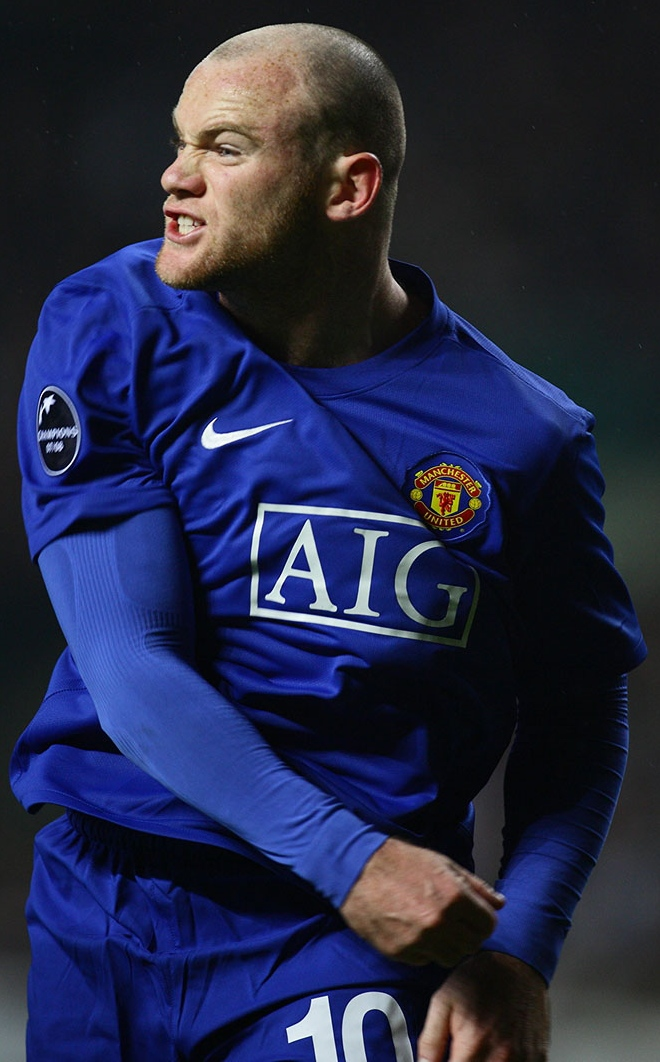
رونی در سال ۲۰۰۸

اولین بازی وین در اولین بازی فصل ۲۰۰۳–۲۰۰۲ مقابل تاتنهام در گودیسون پارک بود. او نه بازی بعد اولین گل خود را در لیگ برتر به ثمر رساند – گل فوق العادهٔ دقیقه آخر که پیروزی دراماتیک ۲–۱ برابر آرسنال را سبب شد.
به زودی استعداد وین رونی در سطح بین‌المللی آشکار شد و او در فوریه ۲۰۰۳ جوان‌ترین بازیکن تیم ملی فوتبال انگلستان شد، زمانیکه به عنوان بازیکن ذخیره در بازی مقابل استرالیا در آپتون پارک به میدان آمد. او همچنین جوان‌ترین بازیکنی شد که برای کشورش در بازی با مقدونیه در ۱۷ سالگی و در سپتامبر ۲۰۰۳ گل زد.

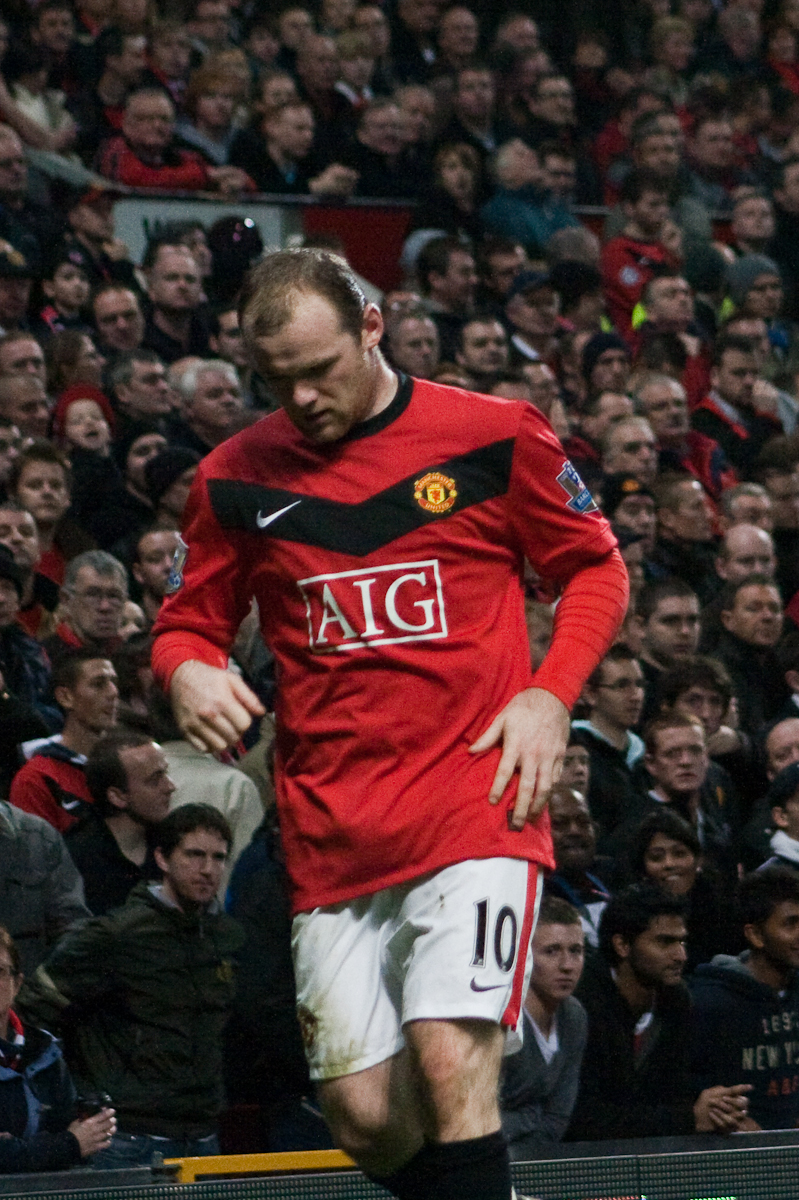
رونی در سال ۲۰۰۹

شهرت او وقتی به عنوان یک بازیکن جوان در جهان بیشتر شد که آن بازیهای خیره‌کننده را برای انگلستان در جام ملتهای اروپا ۲۰۰۴ در پرتغال به نمایش گذاشت.

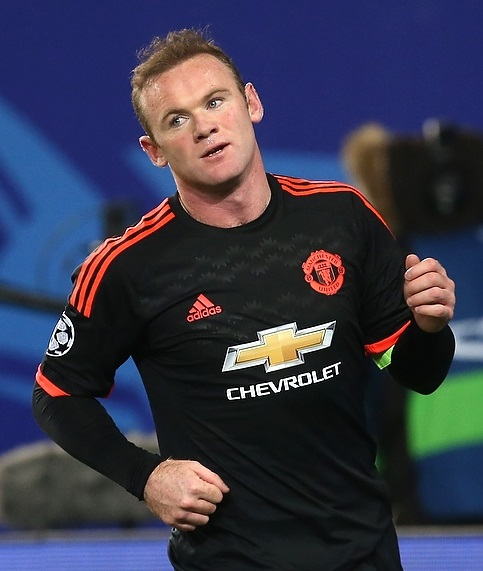
رونی در سال ۲۰۱۵

او در چهار مسابقه مقابل سوییس و کرواسی ۴ گل به ثمر رساند، از جمله گل زیبایی از فاصله ۲۵ یاردی (۲۲ و نیم متری) در دروازه کرواسی؛ همین کافی بود تا سر الکس فرگوسن را برای امضای قرارداد با این گلزن فوق‌العاده متقاعد کند.
به دنبال این قرار داد نقل و انتقال با اورتون، یونایتدی‌ها بالاخره بازیکنی را بدست آوردند که رئیس قرمزهای منچستر از وجود او احساس خوشحالی کند.
سر الکس فرگوسن بعد از به خدمت گرفتن رونی گفت:من خیلی خوشحالم. من فکر می‌کنم که ما بهترین بازیکن جوان این کشور در ۳۰ سال گذشته را در اختیار داریم. همه از این قرارداد احساس خوشحالی می‌کنند

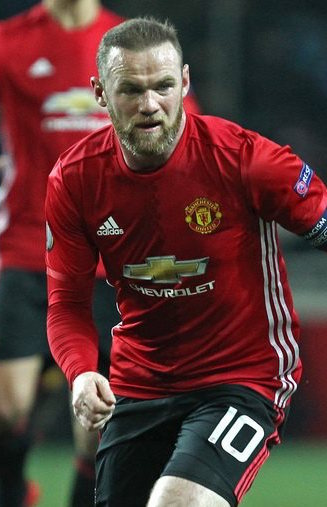
رونی در سال ۲۰۱۶

از خود وین رونی در سایت اینترنتی منچستر یونایتد نقل شده که: «من از اینکه اینجا هستم خیلی خوشحالم. به عنوان کسی که به یونایتد علاقه داشته، اینجا تنها جاییست که من خواهم رفت». رونی در حال حاضر علاوه بر پست نوک حمله (ST)، می‌تواند در پست هافبک تهاجمی (CAM) و هافبک وسط (CM) نیز بازی کند.

## آمار

### باشگاهی
آخرین به‌روزرسانی: ۲۴ آوریل ۲۰۱۷
| باشگاه         | فصل     | لیگ  | لیگ | جام  | جام | لیگ کاپ | لیگ کاپ | قاره‌ای | قاره‌ای | غیره | غیره | جمع  | جمع |
| باشگاه         | فصل     | بازی | گل  | بازی | گل  | بازی    | گل      | بازی   | گل     | بازی | گل   | بازی | گل  |
| -------------- | ------- | ---- | --- | ---- | --- | ------- | ------- | ------ | ------ | ---- | ---- | ---- | --- |
| اورتون         | ۰۳–۲۰۰۲ | ۳۳   | ۶   | ۱    | ۰   | ۳       | ۲       | –      | –      | –    | –    | ۳۷   | ۸   |
| اورتون         | ۰۴–۲۰۰۳ | ۳۴   | ۹   | ۳    | ۰   | ۳       | ۰       | –      | –      | –    | –    | ۴۰   | ۹   |
| اورتون         | مجموع   | ۶۷   | ۱۵  | ۴    | ۰   | ۶       | ۲       | –      | –      | –    | –    | ۷۷   | ۱۷  |
| منچستر یونایتد | ۰۵–۲۰۰۴ | ۲۹   | ۱۱  | ۶    | ۳   | ۲       | ۰       | ۶      | ۳      | ۰    | ۰    | ۴۳   | ۱۷  |
| منچستر یونایتد | ۰۶–۲۰۰۵ | ۳۶   | ۱۶  | ۳    | ۰   | ۴       | ۲       | ۵      | ۱      | –    | –    | ۴۸   | ۱۹  |
| منچستر یونایتد | ۰۷–۲۰۰۶ | ۳۵   | ۱۴  | ۷    | ۵   | ۱       | ۰       | ۱۲     | ۴      | –    | –    | ۵۵   | ۲۳  |
| منچستر یونایتد | ۰۸–۲۰۰۷ | ۲۷   | ۱۲  | ۴    | ۲   | ۰       | ۰       | ۱۱     | ۴      | ۱    | ۰    | ۴۳   | ۱۸  |
| منچستر یونایتد | ۰۹–۲۰۰۸ | ۳۰   | ۱۲  | ۲    | ۱   | ۱       | ۰       | ۱۳     | ۴      | ۲    | ۳    | ۴۸   | ۲۰  |
| منچستر یونایتد | ۱۰–۲۰۰۹ | ۳۲   | ۲۶  | ۱    | ۰   | ۳       | ۲       | ۷      | ۵      | ۱    | ۱    | ۴۴   | ۳۴  |
| منچستر یونایتد | ۱۱–۲۰۱۰ | ۲۸   | ۱۱  | ۲    | ۱   | ۰       | ۰       | ۹      | ۴      | ۱    | ۰    | ۴۰   | ۱۶  |
| منچستر یونایتد | ۱۲–۲۰۱۱ | ۳۴   | ۲۷  | ۱    | ۲   | ۰       | ۰       | ۷      | ۵      | ۱    | ۰    | ۴۴   | ۳۴  |
| منچستر یونایتد | ۱۳–۲۰۱۲ | ۲۷   | ۱۲  | ۳    | ۳   | ۱       | ۰       | ۶      | ۱      | –    | –    | ۳۷   | ۱۶  |
| منچستر یونایتد | ۱۴–۲۰۱۳ | ۲۹   | ۱۷  | ۰    | ۰   | ۲       | ۰       | ۹      | ۲      | ۰    | ۰    | ۴۰   | ۱۹  |
| منچستر یونایتد | ۱۵–۲۰۱۴ | ۳۳   | ۱۲  | ۴    | ۲   | ۰       | ۰       | –      | –      | –    | –    | ۳۷   | ۱۴  |
| منچستر یونایتد | ۱۶–۲۰۱۵ | ۲۸   | ۸   | ۵    | ۲   | ۲       | ۱       | ۶      | ۴      | –    | –    | ۴۱   | ۱۵  |
| منچستر یونایتد | ۱۷–۲۰۱۶ | ۲۰   | ۳   | ۲    | ۱   | ۴       | ۰       | ۵      | ۲      | ۱    | ۰    | ۳۲   | ۶   |
| منچستر یونایتد | مجموع   | ۳۸۸  | ۱۸۱ | ۴۰   | ۲۲  | ۲۰      | ۵       | ۹۶     | ۳۹     | ۸    | ۴    | ۵۵۲  | ۲۵۱ |
| کل             | کل      | ۴۵۵  | ۱۹۶ | ۴۴   | ۲۲  | ۲۶      | ۷       | ۹۶     | ۳۹     | ۸    | ۴    | ۶۲۹  | ۲۶۸ |

### ملی
آخرین به‌روزرسانی: ۱۱ نوامبر ۲۰۱۶
| تیم ملی فوتبال انگلستان | تیم ملی فوتبال انگلستان | تیم ملی فوتبال انگلستان |
| سال                     | بازی                    | گل                      |
| ----------------------- | ----------------------- | ----------------------- |
| ۲۰۰۳                    | ۹                       | ۳                       |
| ۲۰۰۴                    | ۱۱                      | ۶                       |
| ۲۰۰۵                    | ۸                       | ۲                       |
| ۲۰۰۶                    | ۸                       | ۱                       |
| ۲۰۰۷                    | ۴                       | ۲                       |
| ۲۰۰۸                    | ۸                       | ۵                       |
| ۲۰۰۹                    | ۹                       | ۶                       |
| ۲۰۱۰                    | ۱۱                      | ۱                       |
| ۲۰۱۱                    | ۵                       | ۲                       |
| ۲۰۱۲                    | ۵                       | ۴                       |
| ۲۰۱۳                    | ۱۰                      | ۶                       |
| ۲۰۱۴                    | ۱۳                      | ۸                       |
| ۲۰۱۵                    | ۸                       | ۵                       |
| ۲۰۱۶                    | ۱۰                      | ۲                       |
| مجموع                   | ۱۱۹                     | ۵۳                      |